# Beringin Dalam
Beringin Dalam is een bestuurslaag in het regentschap Ogan Ilir van de provincie Zuid-Sumatra, Indonesië. Beringin Dalam telt 1264 inwoners (volkstelling 2010).